# دولفين (مدير ملفات)
دولفين (بالإنجليزية: Dolphin)‏ هو مدير ملفات وجزء من مجموعة برامج كيدي. دولفين هو مدير الملفات الافتراضي للإصدار الحالي من مجموعة برامج كيدي 4 ، ويمكن تثبيته اختياريًا على بيئة سطح المكتب ك 3. على الرغم من أن دولفين أصبح مدير الملفات الافتراضي لكيدي 4 ، إلا أن كنكرر ظل متصفح الوب الافتراضي ويمكن استخدامه كمدير ملفات بديل للمستخدمين الأكثر خبرة.
في نسخ كدي السابقة، كان كنكرر يقوم بدوري مدير الملفات ومتصفح الوب الافتراضي. ولكنه تعرض لعدة انتقادات لكونه معقدُا جدًا في عملية تصفح الملفات. وكرد على هذه الانتقادات، تم تقسيم الوظيفتين (تصفح الملفات والوب) إلى برنامجين منفصلين. وفي كدي 4، تم تخصيص دولفين لاستعراض الملفات، بالرغم من أنه يشارك كنكرر في شيفرته قدر المستطاع.

## مزايا
- تقسيم الشاشة (لنسخ ونقل الملفات)
- إعادة تسمية عدد متغير من العناصر المحددة بخطوة واحدة
- التصفح المبوب
- التراجع وإعادة التراجع عن عملية (مثل التراجع عن نسخ ملف)
- معاينة ملف
- 3 طرق للعرض (رموز، تفاصيل واعمدة)
- تقسيم الملفات إلى مجموعات، وفرز الملفات حسب الاسم، النوع, الحجم..الخ